# Route bretonne
La Route bretonne est une course cycliste française disputée tous les ans au mois de février entre les communes de La Gacilly et de Saint-Avé, dans le Morbihan. Créée en 1981,, cette compétition fait partie du calendrier national de la Fédération française de cyclisme. 
La course se déroule sur un parcours de 150 kilomètres. Dans un premier temps, elle sillonne les communes de Colpo, Plaudren, Elven, Theix et Surzur, en plein Pays Vannetais. Elle se termine ensuite sur un circuit escarpé à huit tours dans la localité de Saint-Avé, avec comme principale difficulté la côte de Lesnevé. 

## Palmarès
| Année | Vainqueur                 | Deuxième            | Troisième                 |
| ----- | ------------------------- | ------------------- | ------------------------- |
| 1981  | Régis Tarrondeau          | Loïc Le Bourhis     | Samuel Rocher             |
| 1982  | Dominique Le Bon          | Patrick Kermarec    | Ronan Pensec              |
| 1983  | Marc Le Bot               | Didier Le Huitouze  | Philippe Jouan            |
| 1984  | Loïc Le Flohic            | Roland Le Clerc     | Gaëtan Leray              |
| 1985  | Pierre Prigent            | Didier Le Huitouze  | Guy Craz                  |
| 1986  | Roger Tréhin              | Marc Le Bot         | Jean-Marc Taburel         |
| 1987  | Éric Corvaisier           | Gwenael Guégan      | Didier Le Huitouze        |
| 1988  | Serge Quéméneur           | Thierry Quiviger    | Philippe Nicolas          |
| 1989  | Jacky Durand              | Loïc Le Flohic      | Dominique Le Bon          |
| 1990  | Jean-François Laffillé    | Camille Coualan     | Laurent Brochard          |
| 1991  | Marc Danet                | Rodolphe Henry      | Michel Lallouët           |
| 1992  | Frédéric Guesdon          | Pascal Chanteur     | Erwan Jan                 |
| 1993  | Bruno Huger               | Claude Lamour       | Mickaël Boulet            |
| 1994  | Dominique Le Bon          | Samuel Pelcat       | Éric Potiron              |
| 1995  | Stéphane Conan            | Camille Coualan     | Laurent Drouin            |
| 1996  | Sébastien Hinault         | Christophe Guillome | Dominique Rault           |
| 1997  | Marc Broissard            | Philippe Bresset    | Carlo Ménéghetti          |
| 1998  | Mickaël Boulet            | Christophe Guillome | Benoît Poilvet            |
| 1999  | Stéphane Corlay           | Christophe Guillome | Serge Oger                |
| 2000  | Mickaël Boulet            | Christophe Thébault | Frédéric Delalande        |
| 2001  | Vincent Grenèche          | Stéphane Conan      | Stéphane Pétilleau        |
| 2002  | Lilian Jégou              | Dominique Rault     | Christophe Guillome       |
| 2003  | Frédéric Lecrosnier       | Christophe Guillome | Samuel Gicquel            |
| 2004  | Samuel Gicquel            | Christophe Guillome | Cyrille Monnerais         |
| 2005  | Stéphane Pétilleau        | Carl Naibo          | Julien Gonnet             |
| 2006  | Jérôme Guisneuf           | Roger Cren          | Mikaël Cherel             |
| 2007  | Piotr Zieliński           | Clément Mahé        | Freddy Ravaleu            |
| 2008  | David Le Lay              | Guillaume Le Floch  | Gaëtan Rocher             |
| 2009  | Laurent Pichon            | Julien Simon        | Mathieu Halleguen         |
| 2010  | Johan Le Bon              | Laurent Pichon      | Mathieu Halleguen         |
| 2011  | Sylvain Cheval            | Maxime Daniel       | Florent Mallégol          |
| 2012  | Maxime Le Montagner       | Julian Alaphilippe  | Guillaume Louyest         |
| 2013  | Emmanuel Kéo              | Maxime Le Montagner | Olivier Le Gac            |
| 2014  | David Chopin              | Erwan Brenterch     | Nicolas David             |
| 2015  | Hamish Schreurs           | Fabrice Seigneur    | Nicolas David             |
| 2016  | Valentin Madouas          | Michael Vink        | Élie Gesbert              |
| 2017  | Maxime Renault            | Luc Tellier         | Maxime Le Lavandier       |
| 2018  | Emmanuel Morin            | Kévin Perret        | Willy Artus               |
| 2019  | Alexis Renard             | Maël Guégan         | Matis Louvel              |
| 2020  | Stylianós Farantákis      | Conn McDunphy       | Florentin Lecamus-Lambert |
| 2021  | Sandy Dujardin            | Nicolas David       | Nicolas Malle             |
| 2022  | Johan Le Bon              | Lucas Boniface      | Nolann Mahoudo            |
| 2023  | Emmanuel Morin            | Pierre Thierry      | Antonin Souchon           |
| 2024  | Théo Laurans              | Henry Lawton        | Jocelyn Baguelin          |
| 2025  | Florentin Lecamus-Lambert | Malo Stevant        | Jean-Louis Le Ny          |